# Hans-Peter Müller (Politiker)
Hans-Peter Müller (* 30. Dezember 1955 in Hattingen) ist ein deutscher Politiker (SPD) und Gewerkschafter.

## Leben
Nach seiner Ausbildung zum Kfz-Elektriker arbeitete Müller in den Jahren 1974 bis 1979 bei Thyssen auf der Henrichshütte in Hattingen. Während dieser Zeit absolvierte er 15 Monate Bundeswehrdienst. Im Jahr 1979 wechselte er zu Richter & Rosenkranz Autokrane in Recklinghausen, seit 1982 ist er bei der RAG (damals Deutsche Steinkohle) beschäftigt und dort seit 2002 freigestelltes Betriebsratsmitglied. Seit 2012 ruht die Beschäftigung bei der RAG aufgrund seiner Mitgliedschaft im Landtag NRW. Während seines Berufslebens war er immer Mitglied in der jeweiligen Gewerkschaft (IG Metall, ÖTV, IG BCE), von 1989 bis 1995 auch ehrenamtlicher Vorsitzender des DGB-Stadtverbands in Datteln und von 2012 bis 2014 Vorsitzender der IGBCE-Ortsgruppe Datteln II.
Hans-Peter Müller wohnt in Datteln, ist verheiratet und hat eine erwachsene Tochter.

## Politik
Seit 1987 ist Müller SPD-Mitglied, seit 1994 Vorsitzender des Ortsvereins Datteln-Süd sowie Mitglied des Stadtverbandsvorstands in Datteln, seit 2014 Vorsitzender der Dattelner SPD. Von 1994 bis 2012 war er Mitglied der SPD-Fraktion im Rat der Stadt Datteln, von 1999 bis 2012 deren Vorsitzender. Seit 2009 gehört er dem Kreistag des Kreises Recklinghausen an und ist stellvertretender Fraktionsvorsitzender der SPD-Kreistagsfraktion sowie seit 2012 Mitglied der SPD-Fraktion im RVR. Er arbeitete zwei Jahre im Rechts-, Verfassungs-, Personal- und Organisationsausschusses des Städte- und Gemeindebundes NRW. In den Jahren 1995 bis 2012 war er im AWO-Stadtverbandsvorstand.
Zur Landtagswahl 2010 trat er im Wahlkreis Recklinghausen IV gegen Josef Hovenjürgen von der CDU an und unterlag mit 40,3 % gegen 40,7 %. Zur Landtagswahl 2012 trat er wieder im selben Wahlkreis an und konnte diesmal mit 42,7 % gegen 34,3 % die Mehrheit der Erststimmen auf sich vereinen. Bei der Landtagswahl 2017 unterlag er Josef Hovenjürgen mit 36,4 % gegen 41,1 % der Stimmen, d. h. mit einem deutlich größeren Rückstand als bei den Zweitstimmen der jeweiligen Parteien (SPD: 34,1 %, CDU: 34,2 %). Da seine Partei ihn nicht auf der Landesliste abgesichert hatte, schied er aus dem Landtag aus.